# Prince County
Prince County ist einer der drei Bezirke (engl. county) in der kanadischen Provinz Prince Edward Island. Der Verwaltungssitz (engl. shire town) ist Summerside.
Prince County hat 43.730 Einwohner (Stand: 2016).
2011 betrug die Einwohnerzahl 44.348 auf einer Fläche von 1979,49 km². Die Bevölkerungsdichte betrug somit 22,4 Einwohner/km². Bei allen diesen Angaben steht Prince County auf Platz zwei der Bezirke.
Samuel Holland gründete 1765 für den britischen König Georg IV. den Bezirk und benannte ihn nach ihm. Verwaltungssitz wurde Princetown, später jedoch Summerside.

## Geographie
Prince County liegt im Westen von Prince Edward Osland. Im Bezirk liegt die Melpeque Bay, eine Bucht des Sankt-Lorenz-Golfes. Die geographische Teilung, die von der Malpeque Bay geschaffen wird, teilt inoffiziell das städtische East Prince und das ländliche West Prince.